# Choe Kwang
Choe Kwang (Rasŏn, 17 luglio 1918 – Pyongyang, 21 febbraio 1997) è stato un generale e politico nordcoreano, alto ufficiale dell'Armata del popolo coreano è stato Ministro delle forze armate popolari (Ministro della difesa) della Corea del Nord dal 1995 al 1997.

## Biografia
Choe si è laureato alla scuola militare sovietica e ha servito come capitano nell'Esercito Unito Anti-Giapponese del Nord-Est fino alla fine dell'occupazione giapponese. Nel febbraio 1948, ha preso il comando della 1ª divisione dell'Armata del popolo coreano. Nel settembre 1948, è stato eletto all'Assemblea popolare suprema. Nel giugno 1950, è divenuto comandante della 13ª divisione. Nell'ottobre 1953, è divenuto comandante del 5º corpo, nel gennaio 1954, è stato promosso a tenente generale ed è divenuto capo di stato maggiore del 1º corpo.
nell'aprile 1956, è stato eletto come candidato per il Comitato centrale del Partito del Lavoro di Corea al 3º congresso del partito. Nel giugno 1958, è divenuto comandante della forza aerea del popolo coreano. Nel settembre 1961, è stato eletto membro centrale del Partito del Lavoro di Corea al 4º congresso di partito. Nel settembre 1962 è divenuto vice dell'agenzia di sicurezza nazionale (abolita in seguito nel 1972 e riorganizzata nel Ministero delle forze armate popolari). Nel febbraio 1963, è stato nominato capo di stato maggiore dell'Armata del popolo coreano. Il 2 ottobre 1966, è stato eletto candidato per il comitato politico del Partito del Lavoro di Corea e del 2º incontro dei delegati di partito, nel dicembre 1967 è stato eletto candidato del comitato permanente dell'Assemblea popolare suprema. Ciò nonostante, nel marzo 1969 è stato destituito ed è divenuto lavoratore in una miniera.
nell'aprile 1976, è stato reintegrato con la nomina a presidente del comitato popolare della provincia dell'Hwanghae Meridionale. Al 6º congresso del Partito del Lavoro di Corea nell'ottobre 1980, è stato eletto nel comitato centrale del partito e a membro candidato nell'ufficio politico. Nel marzo 1981 è stato nominato vice-primo ministro. Il 12 febbraio 1988, si è dimesso da vice-primo ministro ed è stato nuovamente trasferito nell'esercito. In seguito è stato nominato nuovamente capo di stato maggiore dell'Armata del popolo coreano e membro della Commissione militare centrale del Partito del Lavoro di Corea.
il 23 maggio 1990, è stato nuovamente nominato membro dell'ufficio politico alla 18ª assemblea generale del 6° comitato centrale del partito, ed è stato nominato vicepresidente della Commissione di Difesa Nazionale. Nel 1991, è stato eletto membro del comitato militare centrale del partito. Il 20 aprile 1992 è stato promosso Vice-maresciallo dell'armata del popolo coreano. L'8 ottobre 1995 è stato nominato Ministro delle forze armate popolari ed è stato promosso a Maresciallo dell'armata del popolo coreano.
Era uno fra tre alti ufficiali nordcoreani ad avere raggiunto il grado di Wonsu (Maresciallo) con il titolo di "Maresciallo dell'armata del popolo coreano".
Choe morì di un attacco di cuore il 21 febbraio 1997.